# 斯皮爾豪斯灣
80°5′S 43°45′W / 80.083°S 43.750°W
斯皮爾豪斯灣（英語：Spilhaus Inlet）是南極洲的海灣，位於伊利沙伯女皇地，處於伯克納島東面，以美國氣象學家和海洋學家命名，現時由南極條約體系管理。